# Iglesia de San Juan de Salelles
La iglesia de Sant Joan de Salelles se encuentra en el municipio de Cruïlles, Monells i Sant Sadurní de l'Heura en la comarca catalana del Bajo Ampurdán.
Se sabe que en el año 1136 estaba agregada a Santa Eulalia de Cruïlles. Durante los siglos XVI y XVIII fue reformada, volviéndose a restaurar entre los años 1985-1987 por la Diputación de Gerona y la Generalidad de Cataluña, después de un largo tiempo de abandono.

## El edificio

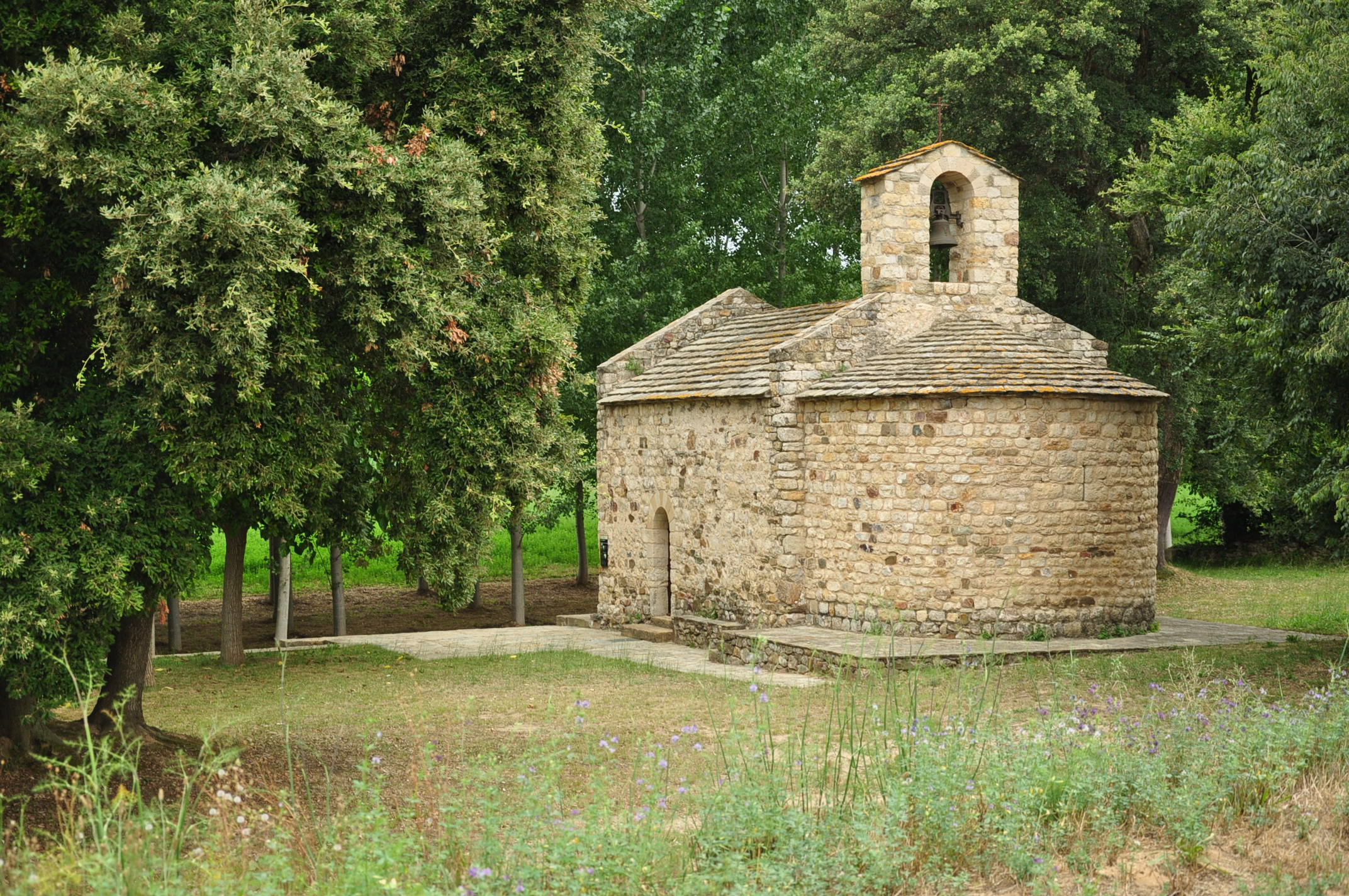
Vista del edificio

De construcción de nave única con bóveda apuntada y ábside semicircular con bóveda de cuarto de esfera, la única ventana original que queda se encuentra en el centro del ábside, es del tipo de arpillera]
En una parte del muro de la nave puede verse la alineación en opus spicatum (forma de espina de pez), que ha hecho datar el edificio entre los siglos X y XI.
Dispone de dos puertas, en el sur la principal de un solo arco y la del norte muy pequeña. En el siglo XVI se rehízo el frontal de la iglesia con una puerta y ventana en la que en su dintel se puede ver la fecha de 1596.
Se conservan un relicario y una lipsanoteca de madera del siglo XII, procedentes de la iglesia, en el Museo de Arte de Gerona.